# Molompize
Molompize est une commune française située dans le département du Cantal, en région Auvergne-Rhône-Alpes.

## Géographie
La commune est située de part et d'autre de la vallée de l'Alagnon, à l'extrémité sud des monts du Cézallier. Il est traversé par la route nationale 122 Aurillac-Massiac.

### Localisation
Le territoire de la commune est limitrophe de ceux de cinq communes :
|            | Auriac-l'Église | Massiac |
| Charmensac | Molompize       |         |
| Peyrusse   |                 | Bonnac  |

### Hydrographie
La commune est traversée par l'Alagnon, qui coule du sud-ouest au nord-est, grossie au nord par le ruisseau de Mazelaire et le ruiseeau d'Aurouze et, au sud, par le ruisseau de Begoul.

### Climat
Pour des articles plus généraux, voir Climat d'Auvergne-Rhône-Alpes et Climat du Cantal.
En 2010, le climat de la commune est de type climat océanique altéré, selon une étude du CNRS s'appuyant sur une série de données couvrant la période 1971-2000. En 2020, Météo-France publie une typologie des climats de la France métropolitaine dans laquelle la commune est exposée à un climat de montagne ou de marges de montagne et est dans la région climatique  Nord-est du Massif Central, caractérisée par une pluviométrie annuelle de 800 à 1 200 mm, bien répartie dans l’année. 
Pour la période 1971-2000, la température annuelle moyenne est de 8,8 °C, avec une amplitude thermique annuelle de 15,3 °C. Le cumul annuel moyen de précipitations est de 817 mm, avec 9,5 jours de précipitations en janvier et 6,2 jours en juillet. Pour la période 1991-2020, la température moyenne annuelle observée sur la station météorologique de Météo-France la plus proche, sur la commune de Massiac à 6 km à vol d'oiseau, est de 11,1 °C et le cumul annuel moyen de précipitations est de 633,4 mm,. Pour l'avenir, les paramètres climatiques de la commune estimés pour 2050 selon différents scénarios d'émission de gaz à effet de serre sont consultables sur un site dédié publié par Météo-France en novembre 2022.

## Urbanisme

### Typologie
Au 1er janvier 2024, Molompize est catégorisée commune rurale à habitat dispersé, selon la nouvelle grille communale de densité à 7 niveaux définie par l'Insee en 2022.
Elle est située hors unité urbaine et hors attraction des villes,.

### Occupation des sols
L'occupation des sols de la commune, telle qu'elle ressort de la base de données européenne d’occupation biophysique des sols Corine Land Cover (CLC), est marquée par l'importance des forêts et milieux semi-naturels (61,7 % en 2018), une proportion sensiblement équivalente à celle de 1990 (61,5 %). La répartition détaillée en 2018 est la suivante : 
forêts (54,6 %), prairies (22 %), zones agricoles hétérogènes (16,3 %), milieux à végétation arbustive et/ou herbacée (7,1 %). L'évolution de l’occupation des sols de la commune et de ses infrastructures peut être observée sur les différentes représentations cartographiques du territoire : la carte de Cassini (XVIIIe siècle), la carte d'état-major (1820-1866) et les cartes ou photos aériennes de l'IGN pour la période actuelle (1950 à aujourd'hui).

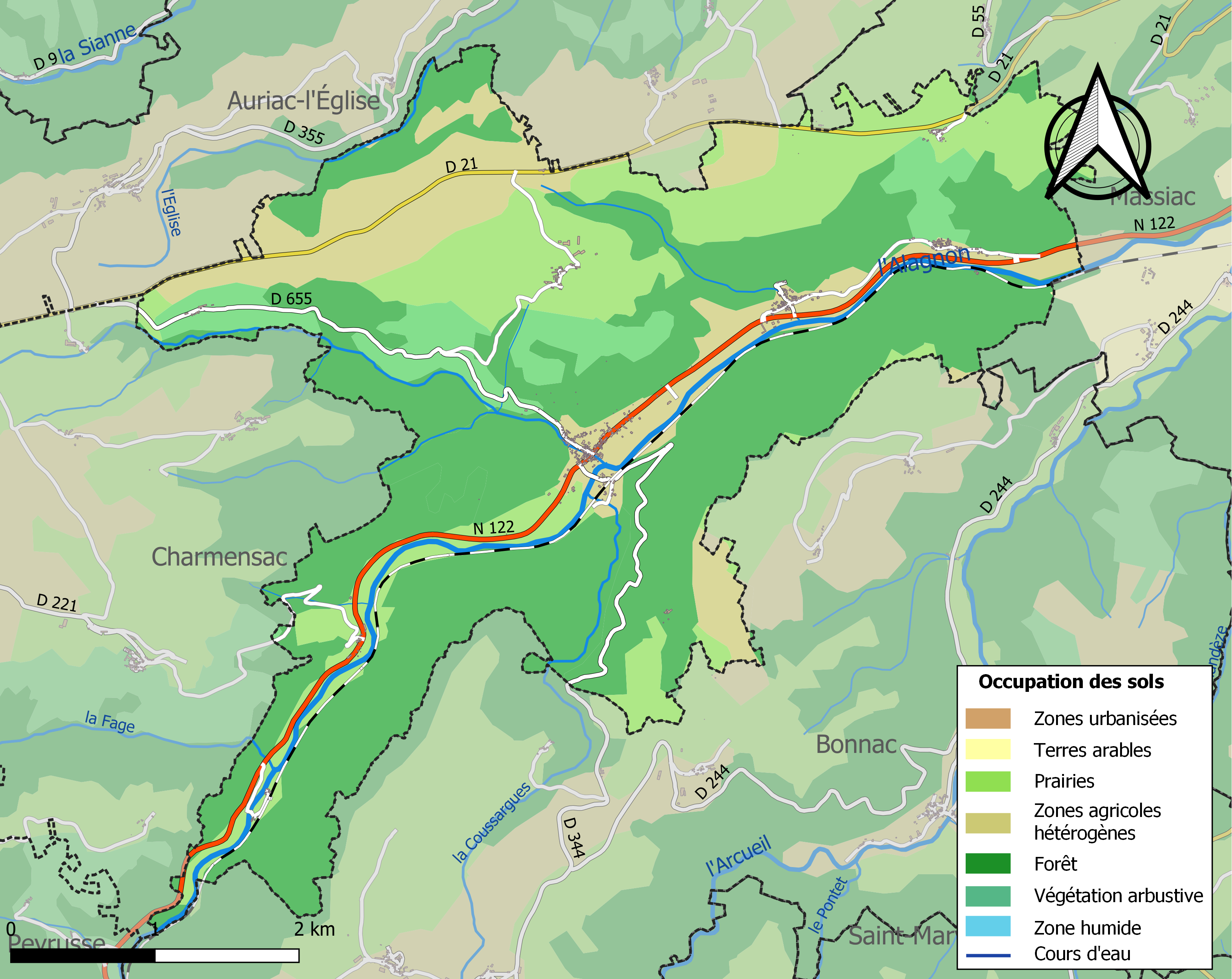
Carte des infrastructures et de l'occupation des sols de la commune en 2018 (CLC).

### Habitat et logement
En 2018, le nombre total de logements dans la commune était de 272, alors qu'il était de 284 en 2013 et de 269 en 2008.
Parmi ces logements, 53,1 % étaient des résidences principales, 25,8 % des résidences secondaires et 21 % des logements vacants. Ces logements étaient pour 91 % d'entre eux des maisons individuelles et pour 9 % des appartements.
Le tableau ci-dessous présente la typologie des logements à Molompize en 2018 en comparaison avec celle du Cantal et de la France entière. Une caractéristique marquante du parc de logements est ainsi une proportion de résidences secondaires et logements occasionnels (25,8 %) supérieure à celle du département (20,4 %) et à celle de la France entière (9,7 %). Concernant le statut d'occupation de ces logements, 80,1 % des habitants de la commune sont propriétaires de leur logement (77,6 % en 2013), contre 70,4 % pour le Cantal et 57,5 pour la France entière.
| Typologie                                               | Molompize | Cantal | France entière |
| ------------------------------------------------------- | --------- | ------ | -------------- |
| Résidences principales (en %)                           | 53,1      | 67,7   | 82,1           |
| Résidences secondaires et logements occasionnels (en %) | 25,8      | 20,4   | 9,7            |
| Logements vacants (en %)                                | 21        | 11,9   | 8,2            |

## Histoire
En 1837, la commune absorbe, conjointement avec Massiac, l'ancienne commune de Saint-Victor-aux-Chabannes.

## Politique et administration
| Période                                  | Période            | Identité            | Étiquette | Qualité  |
| ---------------------------------------- | ------------------ | ------------------- | --------- | -------- |
| Les données manquantes sont à compléter. |                    |                     |           |          |
| avant 1981                               | ?                  | Henri Roche         |           |          |
| mars 2001                                | mars 2008          | Évelyne Marleix     | UMP       |          |
| mars 2008                                | avril 2020 (Décès) | Jean Philippon      | LR        | Retraité |
| 23 mai 2020                              | En cours           | Philippe Leberichel | SE        |          |

## Démographie
L'évolution du nombre d'habitants est connue à travers les recensements de la population effectués dans la commune depuis 1793. Pour les communes de moins de 10 000 habitants, une enquête de recensement portant sur toute la population est réalisée tous les cinq ans, les populations de référence des années intermédiaires étant quant à elles estimées par interpolation ou extrapolation. Pour la commune, le premier recensement exhaustif entrant dans le cadre du nouveau dispositif a été réalisé en 2006.

En 2022, la commune comptait 272 habitants, en évolution de −5,56 % par rapport à 2016 (Cantal : −1,08 %, France hors Mayotte : +2,11 %).
| 1793 | 1800 | 1806 | 1821  | 1831 | 1836  | 1841  | 1846  | 1851  |
| ---- | ---- | ---- | ----- | ---- | ----- | ----- | ----- | ----- |
| 804  | 660  | 776  | 1 113 | 945  | 1 017 | 1 061 | 1 080 | 1 075 |

| 1856 | 1861 | 1866 | 1872 | 1876 | 1881 | 1886 | 1891 | 1896 |
| ---- | ---- | ---- | ---- | ---- | ---- | ---- | ---- | ---- |
| 997  | 909  | 927  | 851  | 887  | 862  | 865  | 884  | 907  |

| 1901 | 1906 | 1911 | 1921 | 1926 | 1931 | 1936 | 1946 | 1954 |
| ---- | ---- | ---- | ---- | ---- | ---- | ---- | ---- | ---- |
| 848  | 820  | 761  | 634  | 592  | 640  | 627  | 609  | 590  |

| 1962 | 1968 | 1975 | 1982 | 1990 | 1999 | 2006 | 2011 | 2016 |
| ---- | ---- | ---- | ---- | ---- | ---- | ---- | ---- | ---- |
| 520  | 484  | 387  | 407  | 341  | 285  | 292  | 303  | 288  |

| 2021 | 2022 | - | - | - | - | - | - | - |
| ---- | ---- | - | - | - | - | - | - | - |
| 275  | 272  | - | - | - | - | - | - | - |

## Culture locale et patrimoine

### Lieux et monuments
- Église Sainte-Foy de Molompize[18].
- Chapelle Notre-Dame de Vauclair, où était conservée la statue en bois polychrome, vierge en majesté du XIIe siècle, de Notre-Dame de Vauclair, maintenant dans l'Église de Sainte-Foy de Molompize.
- Chapelle Notre-Dame-de-Bon-Secours.
- Ruines du château d'Aurouze.
- Grotte du Cavalier. L'abri sous roche du Cavalier n° 2, au pied d'un escarpement basaltique qui domine la rive gauche de l'Allagnon, a été un lieu de campement pour des chasseurs-cueilleurs du Magdalénien[19].
- Via Celtica, qui part de Massiac et traverse les monts du Cantal avec deux itinéraires possibles.

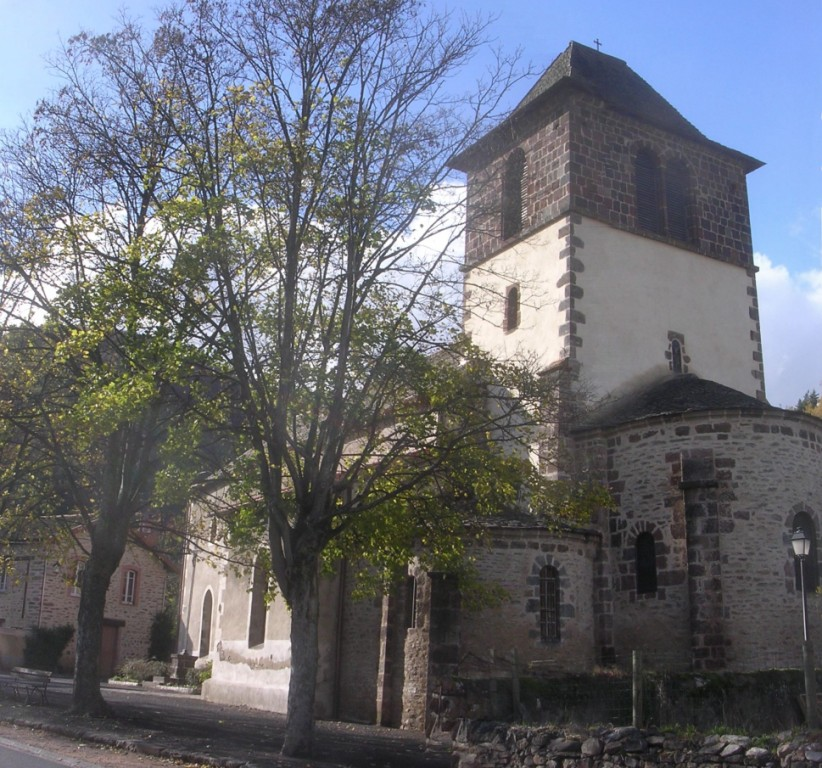
Église Sainte-Foy.
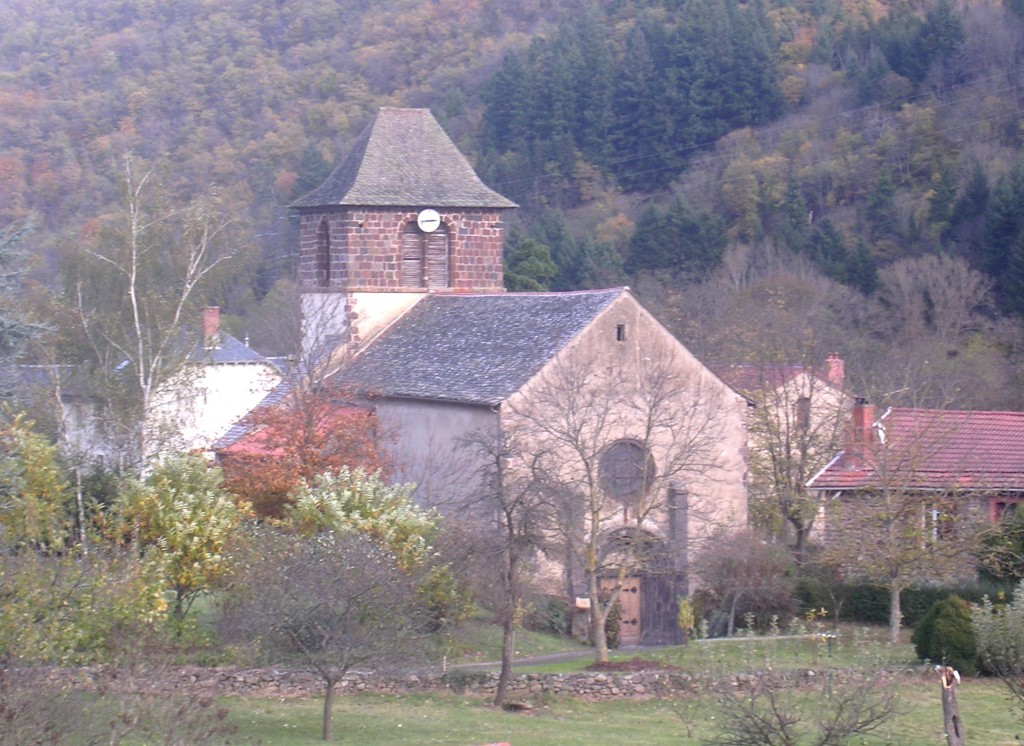
Église Sainte-Foy.
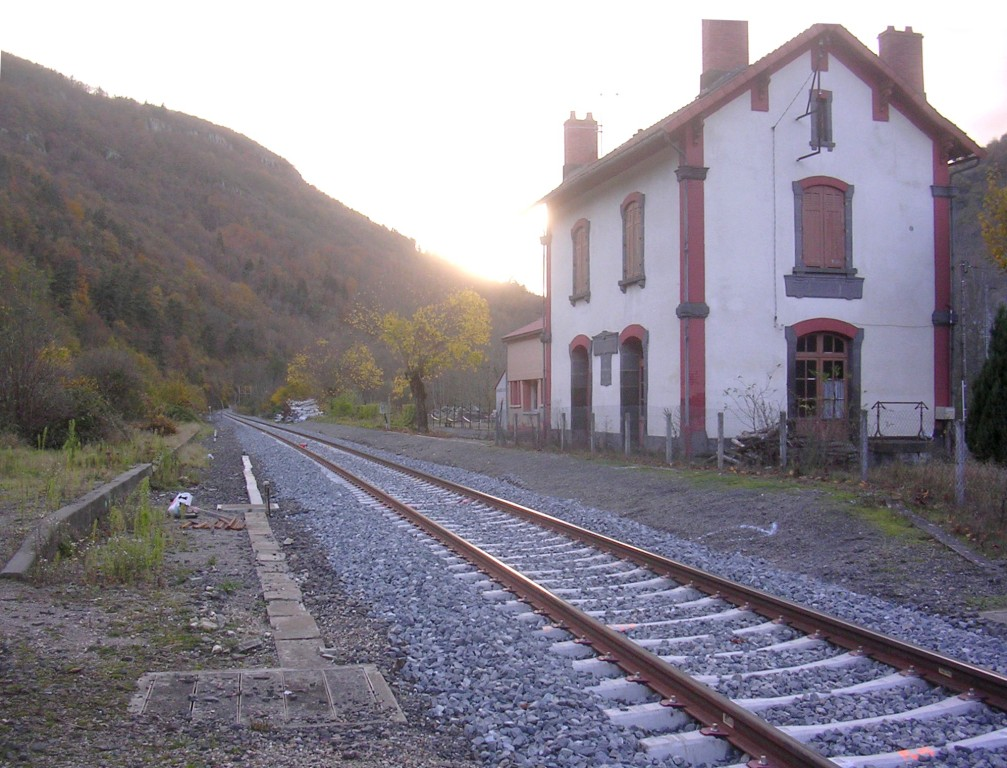
Gare SNCF.
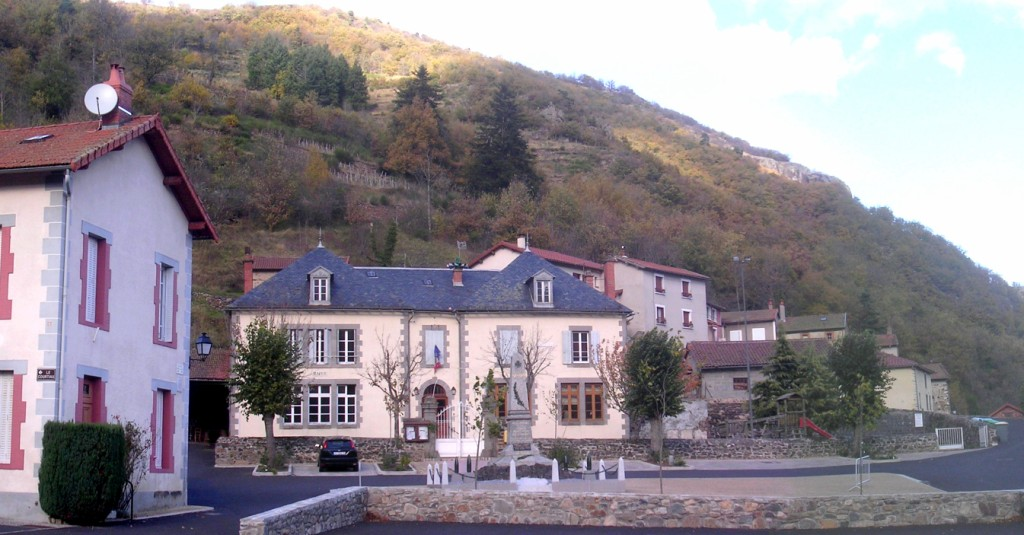
Mairie.
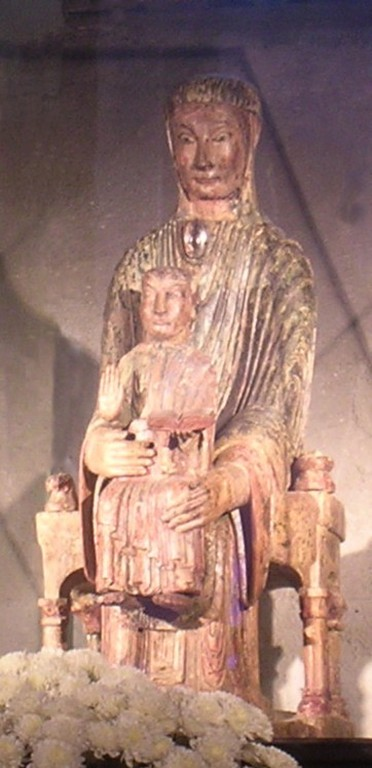
Notre-Dame-de-Vauclair.
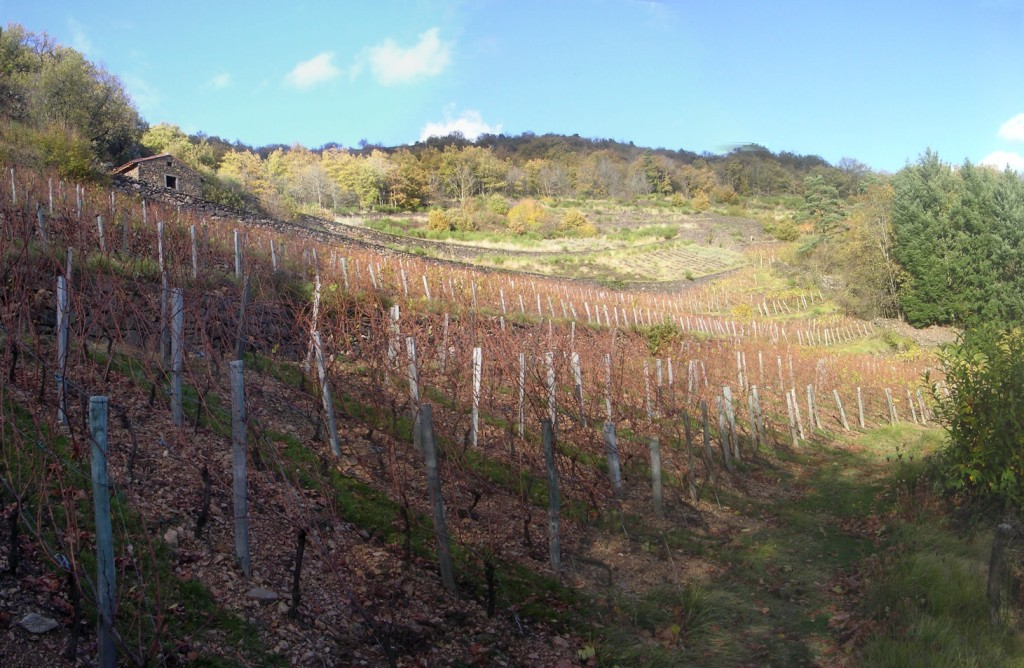
Les palhas.
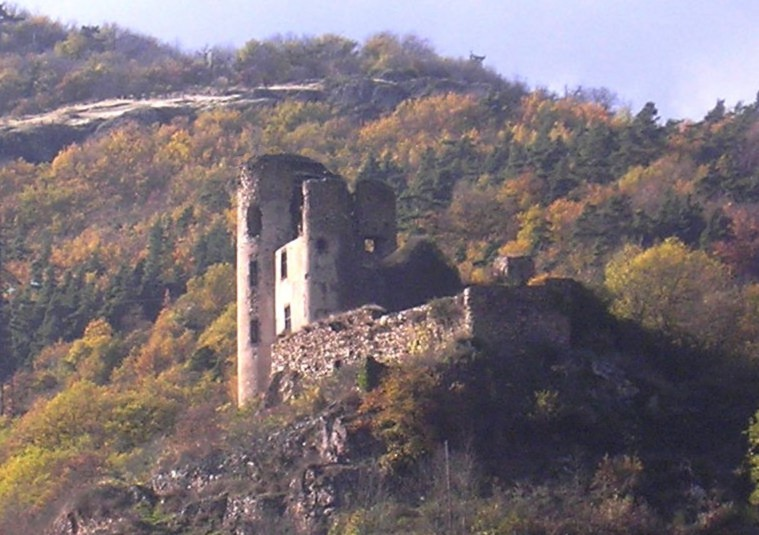
Château d'Aurouze.
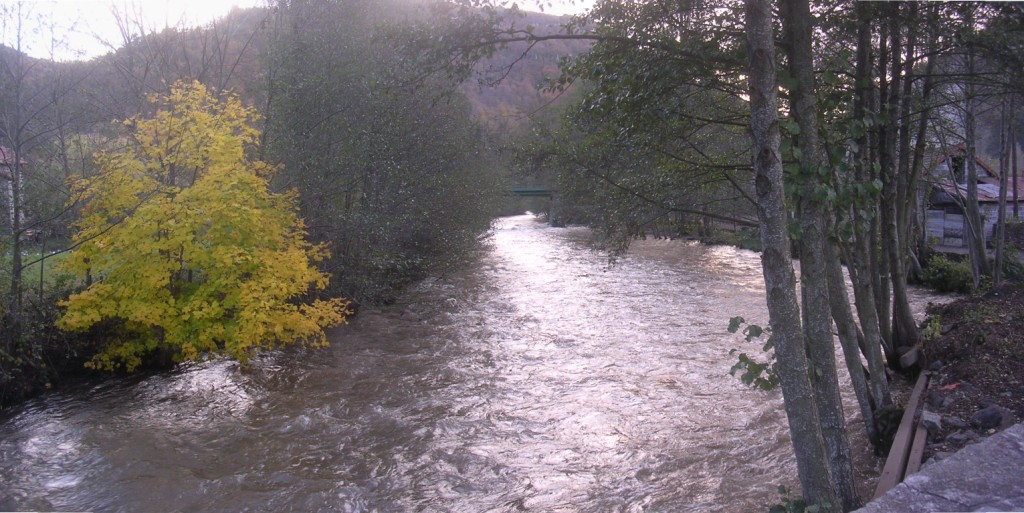
L'Alagnon à Molompize.

### Personnalités liées à la commune
- Romain Vigouroux (1831-1911), médecin, y est né.

### Héraldique
| Blason de Molompize | Blason  | Parti : au I coupé, au 1er de gueules à trois fasces d'argent chargées chacune de trois losanges d’azur, au 2e d’or à 10 fusées en losange d’azur rangées en fasce 5 et 5, au II d’azur à la bande d’or accompagnée de six coquilles d’argent mises en orle. |
| Blason de Molompize | Détails | Le statut officiel du blason reste à déterminer. |